# 桂枝三郎
桂 枝三郎（かつら えださぶろう）は、落語（上方落語）の名跡。当代は三代目。
- 初代桂枝三郎 - 本項にて記述
- 二代目桂枝三郎 - 後∶四代目桂文枝
- 三代目桂枝三郎 - 当代

初代 桂枝三郎（かつら えださぶろう、1880年（逆算） - 1906年5月21日）は、明治の落語家。初代桂燕枝の長男。

## 経歴
- 当初、父の元で修行。
- 父の死後明治30年代の初め頃に3代目桂文枝の門下に移った。
- しかし酒でしくじり、広島で幇間に転向する。
- 1906年春に、京都新京極の幾代亭の主人金井丑松に拾われ、季節が春先だったので春三郎の名前で再出発。
- しかし酒癖が治らず、大津市丸屋町の旅館の井戸に身投げ自殺した。享年26。
- 最後の高座は、前日の同地石川町のヒーロー館で十八番だった「兵庫渡海鱶魅入」。

## 得意ネタ
- 味噌蔵
- ふかの魅入れ
- 豊竹屋節右衛門など